# Эрин, Лаура
Лаура Эрин Авила (исп. Laura Hérin Avila; род. 2001) — кубинская спортсменка (вольная борьба), участница Олимпийских игр в Токио.

## Карьера
Является двукратной чемпионкой Панамерики среди юниоров. В середине марта 2020 года в Оттаве на Панамериканском отборочном турнир партнерша по сборной Кубы Лиенна Монтеро завоевала лицензию на Олимпийские игры 2020 года в Токио. Однако на игры отправилась Эрин. В августе 2021 года на Олимпиаде в схватке на стадии 1/8 финала проиграла китаянке Пан Цяньюй (0:2), так как Пан Цяньюй вышла в финал Эрин получила шанс побороться за бронзовую медаль, однако в утешительном поединке проиграла американке Джакарре Винчестер (0:5), и заняла итоговое 15 место.

## Достижения
- Панамериканский чемпионат по борьбе среди юниоров 2017 — ;
- Панамериканский чемпионат по борьбе среди юниоров 2019 — ;
- Олимпийские игры 2020 — 15;